# Battaglia del Mare Sardo
La battaglia del mare Sardo o, come è più impropriamente chiamata, battaglia di Alalia è stato uno scontro navale che si svolse tra i profughi greci di Focea, stanziatisi ad Alalia per sfuggire alla pressione militare di Ciro il Grande, e una coalizione di Cartaginesi ed Etruschi. Ebbe come teatro il mar Tirreno, presumibilmente tra la Corsica e la Sardegna, in una data che la storiografia colloca tra il 541 e il 535 a.C., con una probabile preferenza per la datazione più bassa.
A determinare la svolta conflittuale nei preesistenti rapporti fra i tre popoli fu la crescente pressione coloniale e commerciale esercitata dai Focei sul Mediterraneo occidentale e sul Tirreno.
Nonostante la vittoria, ottenuta a caro prezzo dai Focei d'occidente – una vittoria cadmea, secondo la definizione di Erodoto – la battaglia si risolse in una pluridecennale battuta d'arresto per l'espansione mercantile greca nel Mediterraneo occidentale.
I rapporti privilegiati che gli Etruschi stabilirono con l'area celtica dell'Europa centrale, svolsero poi un ruolo determinante nel condizionare la fase evolutiva e la fioritura che la civiltà celtica stava attraversando, a cavallo tra il VI e il V secolo a.C., nel passaggio dalla facies hallstattiana alla successiva cultura lateniana.
Gli sviluppi che seguirono videro il delinearsi di due distinte sfere d'influenza politica, greca e punica, sui mari e sul suolo della penisola italica: all'interno di questi equilibri sarebbe avvenuta l'incubazione e l'ascesa di un nuovo soggetto politico, la potenza emergente di Roma.
La riconquista dell'egemonia greco-siceliota sul Tirreno dovrà aspettare più di mezzo secolo: la battaglia navale di Cuma vinta dai siracusani nel 474 a.C., assesterà un duro colpo al dominio navale e alle mire espansive degli Etruschi, indebolendone il controllo su Roma e sulle vie commerciali verso la Campania etrusca.
Nonostante gli eventi successivi, compresa la sconfitta dei Cartaginesi ad Imera, rimarrà invece ancora aperto il nodo degli attriti tra le due residue sfere d'influenza in Sicilia e nel Mediterraneo occidentale, che nemmeno una plurisecolare fase di conflittualità sicelioto-punica riuscirà mai a dirimere. Toccherà a Roma il compito di azzerare in maniera definitiva il peso e l'ingerenza cartaginese, affermando prepotentemente la propria vocazione marittima. Al termine delle guerre puniche quello spazio geografico, da sempre conteso, diventerà sempre più, dal punto di vista romano, un Mare Nostrum.

## Contesto storico

### La talassocrazia focea nel mediterraneo occidentale

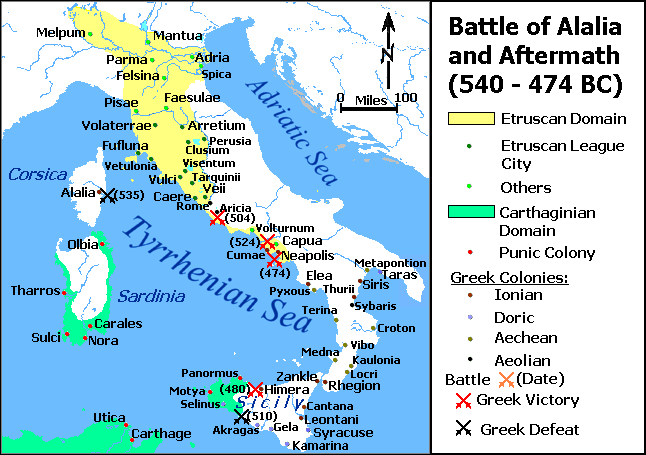
Il quadro del Mediterraneo occidentale alla metà del VI secolo a.C.

Il periodo a cavallo tra il VII e il VI secolo a.C. assiste al consolidarsi dell'egemonia focea nelle rotte del Mediterraneo occidentale e dell'Atlantico, fin oltre le colonne d'Ercole ed il regno tartessico di Argantonio.

#### Rotte focee
Erodoto (I, 163) ci informa che i Focei furono i primi tra gli Elleni a sperimentare le lunghe rotte fino all'Oceano atlantico. Il loro successo fu dovuto alla sostituzione delle rotonde navi mercantili, le cui rotte erano fortemente condizionate dai venti, con le più agili e filanti navi da guerra, le pentecontere, che, alla forza dei venti, aggiungevano la spinta di una cinquantina di rematori potendo poi dispiegare, all'occorrenza, tutto il loro potenziale offensivo necessario a far fronte ad avversità esterne, anche di origine piratesca.

#### Commerci e piraterie
Erodoto non si sofferma esplicitamente su quali interessi spingessero i Focei a intraprendere queste lunghe e avventurose navigazioni; nonostante l'utilizzo di navi da guerra, è indubitabile tuttavia che fosse essenzialmente preponderante la spinta commerciale, rispetto a quella piratesca; un punto, questo, su cui è concorde tutta la tradizione posteriore che pure non manca di sottolineare come, alla bisogna, i Focei non si lasciassero sfuggire l'occasione di azioni piratesche, come ci riporta Giustino o lo stesso Erodoto, sia nel VI secolo a.C. in seguito all'abbandono di Focea dopo la conquista dei persiani achemenidi, sia nel V, dopo la battaglia di Lade e la fine della rivolta ionia. Lo stesso Erodoto, in un altro passo, non fa che confermare la temibile intraprendenza commerciale focea, che diede motivo ai Chioti di rifiutare loro la vendita di quell'agglomerato di isolette chiamate Enusse.

#### Fondazione di Marsiglia e dell'emporio di Alalia
Intorno al 600 a.C. vi fu la fondazione della colonia di Massalia. Sembra tuttavia che i rapporti con gli Etruschi, in questa prima fase, si mantenessero pacifici.
Intorno al 565-563 a.C., i Focei avevano rafforzato la loro posizione con la creazione di un emporio coloniale presso Alalia, occupando un sito strategico posto sulla costa orientale tirrenica della Corsica, in diretta concorrenza con gli scali marittimi della costa etrusca. Si trattava, a seconda della diverse letture che si conoscono del passaggio erodoteo, di una ripresa in mano, o di un restauro di un loro preesistente insediamento.

### Rapporti con gli Etruschi
Ma nemmeno quest'ultimo evento compromise i rapporti con gli Etruschi, probabilmente perché la fondazione dell'emporio non dovette interferire sui preesistenti traffici commerciali etruschi diretti agli sbocchi mercantili presso la valle del Rodano. L'origine di questi commerci, che avevano come interlocutrice la società celtica, può essere retrodatata almeno agli ultimi decenni del VII secolo a.C., in base ai ritrovamenti di Marsiglia e dell'oppidum celtico di Saint Blaise (Bouches-du-Rhône), fino ad Avarico (in Gallia centrale, l'odierna Bourges) che hanno restituito buccheri e anfore vinarie. Anzi, dopo la fondazione massaliota, le esportazioni etrusche in Gallia conobbero addirittura un incremento, in parallelo a quello che interessò, in maniera più prevedibile, i prodotti di origine greca. Così, non è raro trovare fibule metalliche, ma anche vasellame potorio in bronzo di fattura etrusca ad affiancare i sontuosi corredi simposiaci delle grandi tombe a camera, come il famoso cratere di Vix, in Borgogna, nell'omonimo tumulo della principessa gallica.

### Rapporti con Cartagine
Diversa era la situazione dei rapporti con i Fenici che, in concorrenza con i Focei sulle rotte occidentali e nel Tirreno, furono spinti ad annettersi Ibiza e a stabilirvi una colonia intorno al 540 a.C. Si riproduce così una tipica dinamica dell'irradiazione dei Fenici che, dalle iniziali morbide frequentazioni finalizzate al commercio, si vedono costretti a compiere dei salti di qualità, orientandosi verso forme durature di insediamento, in reazione al più pervasivo colonialismo greco, improntato all'occupazione e all'utilizzo stabile del territorio. Tutta la storia dell'espansione progressiva della talassocrazia fenicia è segnata dal passaggio tra questi due momenti, da forme di «colonialismo informale» a un «colonialismo riluttante».

### Potenziamento (o rifondazione) di Alalia
Successivamente, incalzati dai Persiani di Ciro il Grande, i Focei abbandonarono la città d'origine andando a rinfoltire, intorno al 545 a.C. o poco dopo, l'emporio di Alalia.
La portata di questo movimento fu notevole: l'inserimento dei profughi anatolici segnò la trasformazione di un insediamento commerciale in una vera e propria città, assumendo il significato di un atto di fondazione, con l'instaurazione di santuari dedicati e la migrazione dei culti della madrepatria.
(Vallet e Villard, op. cit.)

### Rottura degli equilibri con Etruschi e Cartaginesi
Ma questo, secondo la testimonianza di Erodoto, avrebbe provocato a breve una svolta negli equilibri di potere tirrenici. Accadeva infatti che
(Massimo Pallottino, Etruscologia, p. 161)
Le due potenze con interessi commerciali nell'area Tirrenica, Etruria e Cartagine, furono stimolate ad associarsi per far fronte comune alla pressione commerciale delle colonie ionie d'occidente.
Gli Etruschi, in particolare, negli ultimi decenni del VI secolo a.C., stavano mettendo in piedi una propria alternativa alle rotte mercantili dominate dai coloni greci in occidente che, attraverso l'Adriatico, stabilisse un diretto contatto con Atene, l'Attica e con l'Egeo.
Un ruolo chiave era svolto dall'area dell'Etruria Padana, che attraversava un periodo di grande fioritura, e dagli empori etruschi o etrusco-greci del delta del Po: Adria, Spina, Voghiera e San Basilio.

### Interrelazioni economiche e politiche etrusco-fenicie

#### Convergenze politiche e commerciali etrusco cartaginesi
Risale infatti al VI secolo a.C. una symmachia etrusco-cartaginese, di cui abbiamo notizia da Aristotele. L'esistenza di una stretta interrelazione punico-etrusca è confermata dai risultati dell'archeologia che hanno rivelato l'esistenza di intensi interscambi e influenze culturali e mercantili a Cartagine e in vari centri di Sardegna, Lazio, Etruria meridionale, Campania e Gallia meridionale, in un'epoca che va, a seconda dei ritrovamenti, dall'VIII secolo a.C. fino alla metà del VI secolo a.C. Il quadro archeologico sembra indicare la stabile presenza di mercanti fenici lungo le coste tirreniche e probabilmente nelle stesse Preneste e Caere, come suggerito anche dal toponimo Punicum usato per uno dei tre porti cerretani.
Il banco di prova di questa alleanza fu proprio la guerra portata contro Alalia, per ridimensionarne l'attivismo commerciale dei Focei nel Tirreno e porre fine alle loro scorrerie piratesche.

#### Il trattato etrusco-fenicio: Le lamine di Pyrgi
La convergenza di interessi ha trovato una conferma, nel 1964, nel sensazionale ritrovamento a Pyrgi di due lamine auree recanti un'iscrizione bilingue fenicio-etrusca, le cosiddette Lamine di Pyrgi: i due testi, dello stesso tenore anche se non identici, fanno riferimento alla comune consacrazione di un tempio e un simulacro alla dea fenicia Astarte, in un luogo offerto da Thefarie Velianas, re di Caere. La fondazione del luogo sacro ha una matrice politica che trascende la dimensione locale: appare infatti legata alle tappe dell'investitura politica di questo soggetto, Thefarie Velianias, il cui ruolo incarna tratti assimilabili a un tiranno, una figura politica allora appena emergente dall'assetto oligarchico precedente; ma lascia inoltre intendere anche una frequentazione fenicio-punica del santuario, con forme di reciproca ospitalità pubblica, che si aggiunge all'ospitalità mercantile sottesa nel già citato toponimo portuale di Punicum. Sebbene non sia possibile una datazione sulla base delle sole iscrizioni, non sussistono dubbi su una sua collocazione vicina al 500 a.C. o perfino ascrivibile al venticinquennio precedente. Essa collimerebbe con il quadro, tramandato per altra via, sull'esistenza di buoni rapporti tra il mondo etrusco e quello punico, anche se non è possibile attribuire con certezza l'iscrizione fenicia ai Cartaginesi piuttosto che agli stessi Fenici.

#### Il trattato tra Roma e Cartagine
Lo stesso quadro sarebbe compatibile con la notizia fornita da Polibio, altrimenti difficilmente comprensibile, di un trattato tra Roma e Cartagine, da lui datata al consolato di Lucio Giunio Bruto e Lucio Tarquinio Collatino, intorno al 509 a.C., o al 508-507 a.C., immediatamente dopo la cacciata di Tarquinio il Superbo e il disfacimento della Età regia, secondo una cronologia largamente condivisa dalla moderna storiografia romana.

## Esito dello scontro
Etruschi e Cartaginesi armarono contro il nemico una flotta di 120 navi (60 per parte). I Focei, dal canto loro, mossero incontro alla coalizione avversa nel mare chiamato Sardonio, con le loro sessanta pentecontere.
Lo scontro navale si concluse con la vittoria focea, ma questa si rivelò subito dagli esiti incerti, tanto da ispirare ad Erodoto la definizione di vittoria cadmea.
Quaranta delle loro navi rimasero infatti distrutte e le rimanenti venti, con i rostri spezzati, erano inservibili alla guerra.
I focei superstiti dalle navi affondate furono spartiti tra Etruschi e Cartaginesi; i ceretani, che tra gli Etruschi ne ebbero la parte maggiore, li trassero con sé nella madrepatria Agylla (Cerveteri) ove, dopo averli tradotti al di fuori delle mura, li sottoposero ad una sacrilega lapidazione.

### Catarsi degli Agillei
Erodoto riferisce a questo proposito di un evento prodigioso, una misteriosa maledizione che avrebbe colpito chiunque, uomo o animale, passasse presso i luoghi di sepoltura delle vittime.
(Erodoto. Storie, I, 167.)
Per il luogo dell'eccidio collettivo, colpito dalla maledizione, è stata proposta l'identificazione con il tumulo di Montetosto e con il relativo santuario extramurario arcaico, lungo la via che da Cerveteri conduce a Pyrgi.
La consapevolezza dell'empietà perpetrata, unita all'incapacità di porvi rimedio con proprie pratiche magiche e sacerdotali, indusse i ceretani a ricorrere all'aiuto dell'oracolo di Delfi: adempiendo alla pronuncia della Pizia, istituirono in quell'occasione una manifestazione catartica, con ricchi sacrifici funebri accompagnati da un agone ginnico, iniziando una tradizione ancor viva ai tempi di Erodoto.
Quest'ultima annotazione erodotea, pur nei suoi contorni leggendari, delinea un episodio emblematico degli stretti rapporti intercorrenti tra il mondo greco e quello etrusco, corroborato peraltro dal privilegio, concesso agli Agillei ma normalmente prerogativa delle poleis elleniche, di erigere un proprio Tesoro nel recinto sacro di Apollo a Delfi.

### Datazione della battaglia
La collocazione temporale della battaglia non è conosciuta con precisione.
Da Erodoto sappiamo che: Ciro batte Creso in Cappadocia e quindi espugna la città di Sardi in cui si era rifugiato. Quindi muove verso Babilonia che espugna. Nel frattempo il controllo della Lidia, dapprima affidata a Tabalo, passa nelle mani di Arpago che invade la Ionia e prende subito Focea. Quindi la caduta di Focea risale a poco dopo la caduta di Sardi.
Quest'ultimo evento può essere datato al 542-541 grazie a una notizia indiretta fornita dal Marmor Parium. Per Diogene Laerzio,(1, 95) che riprende Sosicrate, la morte di Creso avvenne invece un po' prima, nel 543 a.C., cioè 41 anni dopo la morte di Periandro, collocata nell'anno della 49ª Olimpiade, il 584 a.C.
Dalla Cronaca di Nabonide sappiamo invece che Ciro raggiunse il Tigri nel mese di Nisannu (marzo-aprile) del 547/546 a.C. e che il mese successivo si diresse verso un paese che, nonostante una lacuna nel testo, sembrerebbe essere la Lidia.
In base a queste fonti la presa di Sardi può essere circoscritta al 547-541; di conseguenza, la caduta di Focea daterebbe all'incirca al 546-540, con una probabile preferenza per la datazione più bassa; Santo Mazzarino, ad esempio, sostiene l'esistenza di una tradizione cronologica più bassa, rispecchiata dal Marmor Parium, e propone una datazione al 541 per la presa di Sardi e al 540-539 per la conquista della Ionia.
Tenuto conto della fuga in occidente e dei cinque anni di pirateria riportati da Erodoto, la battaglia dovette avvenire nel 541-535 a.C. o, seguendo Mazzarino, nel 535-534 a.C.

## Conseguenze politiche e commerciali

### Evacuazione di Alalia
I vincitori fecero ritorno ad Alalia dove, preso atto della situazione venutasi a creare, stiparono donne e bambini sulle venti navi superstiti, per dirigersi verso le coste tirreniche della Enotria, facendo rotta su Reggio, la città che deteneva allora il controllo delle rotte attraverso lo Stretto calabro-siculo.
L'evacuazione di Alalia dovette probabilmente interessare i soli greci di più recente immigrazione. Questo concorda con i dati archeologici: Alalia, fino alla conquista romana, appare un centro con un notevole perdurare di elementi culturali greci, come testimoniano gli usi funerari, l'onomastica e i ritrovamenti epigrafici, con segni di una presenza mista etrusco-cartaginese, oltre a forti influenze classificabili più generalmente come italiche.

### Fondazione di Elea
Con il benestare della città dello stretto i profughi si spostarono poi sulle coste lucane del Tirreno e, raccolto anche il consenso della vicina Posidonia, vi fondarono Elea.
È evidente, nell'accordo con le altre due poleis, l'esistenza di un comune interesse, in chiave anti etrusca e anti-punica, al rafforzamento della presenza coloniale greca nel Tirreno meridionale. Posidonia, colonia sibarita, poteva aspettarsi inoltre, da una colonia ionia, un rafforzamento del preesistente e privilegiato asse commerciale tra Sibari e Mileto, in antagonismo contro le mire tarantine di un controllo sulle coste tirreniche.
Il sito scelto, in terra enotria, portava il nome italico di Yele.
La lezione erodotea ἐχτήσαντο πολιν indica che, qui come per Alalia, si trattava di una fondazione su un preesistente insediamento di tipo emporiale. Tale ipotesi è stata ravvivata dai dati archeologici: resti delle opere murarie di un organizzato villaggio arcaico in opera poligonale sono stati portati alla luce sulla collina dell'acropoli eleatica. Una delle opere murarie, analizzata su basi stilistiche, appare realizzata «in ottima opera poligonale di tipo lesbio» (cioè a giunti curvi). Questa tipologia, sembra infatti direttamente importata dall'Asia Minore, trovando in mediterraneo occidentale i soli riscontri di Naxos e di Lipari.
Altri scavi dell'acropoli hanno invece ridimensionato la portata di questa datazione, effettuata su sole basi stilistiche: non è emerso alcun elemento stratigrafico per una datazione anteriore alla fondazione di Alalia (565 a.C.) e anche i pochi ritrovamenti anteriori al 540 a.C. non forniscono una prova decisiva di una fondazione anteriore alla battaglia.

### Egemonia sul Tirreno

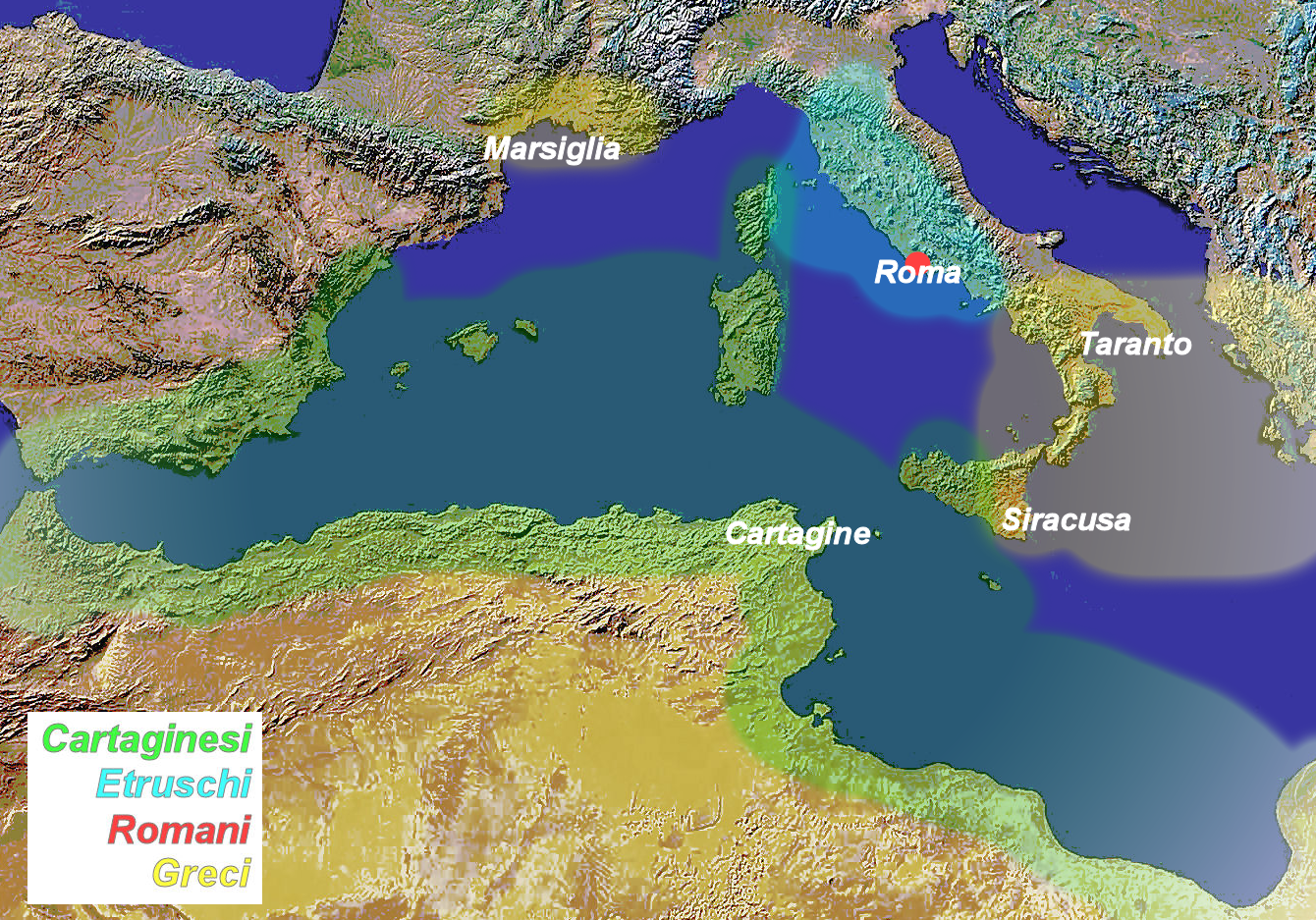
Rappresentazione schematica delle sfere di influenza nel Mediterraneo occidentale negli ultimi decenni del VI secolo a.C., dopo la battaglia di Alalia.

L'incerta vittoria dei Focei segnò di fatto un momento di arresto dell'espansione coloniale e mercantile dei Greci nel mediterraneo nord-occidentale che, rimasta fino ad allora incontrastata, aveva dato luogo a una sorta di talassocrazia.

### Etruschi
Gli Etruschi si assicurarono il controllo sulle rotte del Tirreno settentrionale, garantendosi la sicurezza delle coste dell'Etruria e il dominio di quelle della Corsica, perlomeno dal versante orientale.
Un successivo tentativo di espansione verso sud, sarà portato pochi anni dopo, ma si scontrerà, nel 524 a.C., con la potenza dell'antica colonia magnogreca di Cuma: l'esercito italiota, abilmente guidato da Aristodemo, l'ultimo tiranno cumano, infliggerà una prima severa sconfitta alle forze etrusche, a cui farà seguito una seconda, ad Ariccia, con gli Etruschi guidati da Arrunte, nel 505 a.C., contro una coalizione di cumani e latini. I centri etruschi della Campania conosceranno ancora una notevole fioritura, ma le mire etrusche sulla Magna Grecia erano da considerarsi definitivamente arginate. Ci vorranno alcuni decenni perché si verifichi l'arresto definitivo dell'espansionismo etrusco, il declino del dominio nord-tirrenico e la perdita quasi totale di controllo sui collegamenti con la Campania e sulla stessa Roma: succederà nel 474 a.C., quando una coalizione cumano-siracusana guidata da Ierone, infliggerà agli Etruschi una disastrosa e definitiva sconfitta navale nella battaglia di Cuma.

### Cartaginesi
La contropartita all'egemonia etrusca sul Tirreno settentrionale fu la delimitazione della propria sfera di influenza con quella di Cartagine, che si riservò mano libera nell'esercitare ed estendere disegni egemonici sull'intera Sardegna. Tali mire dovevano comunque tener conto dell'inaspettata resistenza delle popolazioni locali, la cui strenua opposizione era valsa a rintuzzare validamente il tentativo di estendere l'influenza egemonica cartaginese all'intera isola che il condottiero Malchos, a capo di un esercito di 80 000 uomini, tentò di porre in atto muovendo dalle consolidate posizioni delle colonizzazioni meridionali ed orientali dell'isola.
È possibile spiegare l'efficacia di quella resistenza con la presenza sull'Isola di un esteso e possente reticolo di agglomerati fortificati di tipo nuragico. Questi insediamenti starebbe infatti ad indicare un fenomeno più profondo: la plausibile esistenza di un sistema evoluto di organismi politici in grado non solo di coalizzarsi efficacemente per offrire un fronte comune ad un'aggressione esterna, ma anche di agire come un omogeneo soggetto di politica estera intrattenendo coerenti e stabili rapporti di alleanze internazionali. Quest'ultima possibilità troverebbe conferma in un'epigrafe rinvenuta ad Olimpia, il cui contenuto è un trattato di amicizia concluso, con i probabili auspici di Poseidonia, tra la colonia di Sibari e i Serdaioi; un etnonimo, questo, dietro il quale molti studiosi, con buone argomentazioni, sono propensi a vedere un riferimento al popolo dei Sardi, interlocutore, in questo caso, di un'alleanza coloniale greca.

### Esiti commerciali
La creazione di rotte alternative dai mercati attici ebbe l'effetto, anche se non ne costituiva lo scopo principale, di trasformare gli Etruschi negli intermediari privilegiati nei contatti commerciali tra il mondo ellenico e quello delle culture e dei popoli dell'Europa centrale, al di là delle Alpi. In questo modo venne esautorato o fortemente ridimensionato il ruolo tradizionalmente svolto dall'altra colonia focea di Massalia. La portata complessiva della mediazione focea negli scambi con il mondo greco orientale è di fatto azzerata dal contributo mercantile delle poleis ionie, soprattutto Samo, ma anche Efeso e Mileto (Asia Minore), tutte e tre emblematiche dedicatarie nel santuario ellenico di Gravisca. All'interno di una più generale influenza artistica greco-orientale, la presenza in occidente di artigiani provenienti da Focea è stata ipotizzata in particolare per la manifattura e la decorazione delle cosiddette idrie ceretane.

### Osmosi culturale tra mondo italico e celtico
Nel mutato quadro negli equilibri creatisi alla fine del VI secolo a.C. nel mar Tirreno, si assiste ad una drastica interruzione delle importazioni in Europa centrale di manufatti di evidente origine massaliota, mentre si registra un concomitante incremento di scambi di oggetti di fattura etrusca (come utensili e corredi simposiaci e libatori) o di manifattura attica, ma secondo tipologie ben attestate in area etrusco-padana.
L'influsso esercitato da questi contatti ebbe un notevole peso in quella fase di fioritura che segnò il passaggio della civiltà celtica dalla cosiddetta cultura di Hallstatt alla facies di La Tène, tanto da potersi affermare che «questa situazione giustifica il fatto che le prime manifestazioni tipiche della cultura lateniana trovano quasi tutti i loro precedenti e le loro fonti di ispirazione nell'ambito peninsulare [...]. I caratteri comuni ai diversi focolai lateniani sono probabilmente il riflesso della comune origine mediterranea delle impulsioni che la alimentarono» e, secondo altri che, «senza tema di esagerare [...], a partire dal V secolo a.C. (nel cosiddetto periodo di La Tène), l'arte dei Celti conobbe un notevole sviluppo grazie alle capacità e alle esperienze tecniche fortemente influenzate dai continui contatti con le culture mediterranee, soprattutto con i Greci e con gli Etruschi».
Occorrerà attendere il III secolo a.C. perché dall'espansione celtica in Grecia e nei Balcani derivino stimoli mediterranei non più unicamente mediati dalla civiltà etrusca, ormai in piena decadenza.

### Fonti primarie
- Erodoto. Storie, I e VI
- Plinio il Vecchio. Naturalis historia III, 85 (LA)  su LacusCurtius
- Strabone. Geografia VI, 1.1(EN) -VI, 1.1(GRC)  su Perseus project
- Pompeo Trogo, Epitome di Giustino, XLIII, 3.5 (EN)  su attalus.org
- Aristotele, Politica, 1280a, 25 (EN)  su Perseus project
- Diodoro Siculo. Bibliotheca historica. V, 16, 2-3 (EN)  su LacusCurtius
- Tito Livio. Ab Urbe condita. V, 34

### Fonti secondarie
- Marcello Gigante, «Il logos erodoteo sulle origini di Velia» in Velia e i Focei in Occidente, "La parola del Passato", Gaetano Macchiaroli editore, CVIII-CX, maggio-ottobre 1966, p. 297 e segg.
- Georges Vallet, François Villard, «Les Phocéens en Méditerranée occidentale à l'époque archaïque et la fondation de Hyélè», in Velia e i Focei in Occidente, "La parola del Passato", Macchiaroli ed., CVIII-CX, maggio-ottobre 1966, p. 297 e segg.
- Robert M. Ogilvie, Le origini di Roma, Il Mulino, Bologna, 1995.
- Giovanni Garbini in  AA.VV, I Greci in Occidente, a cura di Giovanni Pugliese Carratelli, Bompiani, 1996,  pp. 121-132, ISBN 88-452-2821-5.
«I Fenici nel Mediterraneo occidentale fino al V secolo a.C.»
- Venceslas Kruta, I Celti e il Mediterraneo, Milano, Jaca Book, 2004, ISBN 88-16-43628-X.
- Massimo Pallottino, Etruscologia, Milano, Hoepli, 1984, ISBN 88-203-1428-2.
- Mauro Cristofani, Dizionario della civiltà etrusca, Firenze, Giunti, 1985, ISBN 88-09-21728-4.
- Mauro Cristofani (a cura di), Gli Etruschi. Una nuova immagine, Giunti, 2000, ISBN 88-09-01792-7.
- Mario Napoli, «La ricerca archeologica di Velia», Velia e i Focei in Occidente, "La parola del Passato", Macchiaroli ed., CVIII-CX, maggio-ottobre 1966,
- Mario Napoli, Civiltà della Magna Grecia, Eurodes, 1978.
- Sabatino Moscati, Chi furono i Fenici, Torino, SEI, 1992, ISBN 88-05-05314-7.
- Santo Mazzarino, Fra oriente e occidente. Ricerche di storia greca arcaica, Torino, Bollati Boringhieri, 1989, ISBN 978-88-339-1764-1.
- Papalas, Anthony J. "The Battle of Alalia." Syllecta Classica, vol. 24, 2013, p. 1-28. Project MUSE, doi:10.1353/syl.2013.0011.